# 2 147 483 647 (nombre)
Le nombre 2 147 483 647 est le huitième nombre premier de Mersenne égal à 231 – 1. C'est un des quatre nombres double de Mersenne premiers.
Sa primalité a été prouvée par Leonhard Euler en 1772 dans une lettre écrite à Daniel Bernoulli. Pour ce faire, Euler a utilisé les divisions successives, améliorant la méthode de Cataldi, si bien qu'il n'eut besoin que 372 divisions au plus.
Le nombre 2 147 483 647 est resté le plus grand nombre premier connu jusqu'en 1867.

## Nombre premier de Mersenne
Cet entier est le 8e nombre premier de Mersenne et le 3e nombre double de Mersenne premier ; pouvant s'écrire 231 – 1 = 225–1 – 1.

## Représentation informatique
En informatique, ce nombre est significatif car il est le plus grand nombre entier représentable sur 32 bits signés en représentation « complément à deux » (où le bit le plus à gauche distingue les nombres positifs des nombres négatifs), qui est la représentation utilisée par pratiquement tous les microprocesseurs 32 bits. Dans la même représentation signée, le plus petit nombre entier est −2 147 483 648 = –231.
De ce fait, ce nombre apparaît dans un grand nombre de limites de programmes informatiques. On peut citer comme exemple le bug de l'an 2038.
L'apparition de ce nombre apparaît souvent comme une erreur, un dépassement de mémoire ou une valeur manquante. 